# Corri Wilson
Corraine « Corri » Wilson (née le 11 avril 1965) est une femme politique du parti Alba qui est auparavant députée du parti national écossais pour Ayr, Carrick et Cumnock de 2015 à 2017.

## Jeunesse
Wilson travaille dans la fonction publique pendant 20 ans après avoir quitté l'école. Elle étudie ensuite la psychologie à l'Université de l'Écosse de l'Ouest et créé sa propre entreprise et société d'événements appelée « Caledonii Resources » en avril 2012, juste avant d'être élue conseillère à Ayr East lors des élections du South Ayrshire Council en 2012,.

## Carrière politique
Wilson devient conseiller de South Ayrshire lors des élections locales de 2012 pour le quartier d'Ayr East. Elle est élue au Parlement britannique lors des élections générales de 2015,.
En 2016, Wilson est nommée porte-parole du SNP pour les personnes handicapées. Elle s'est opposée au plafonnement des prestations, aux sanctions sur les prestations et à la suppression des objectifs de pauvreté. Wilson fait campagne en faveur du maintien du Royaume-Uni dans l'Union européenne lors du référendum d'adhésion du Royaume-Uni à l'Union européenne en 2016, puis vote plus tard contre le projet de loi de 2017 sur l'Union européenne (notification de retrait).
Au cours de son mandat, Wilson n'a jamais voté contre son parti,.
Elle se représente aux élections générales britanniques de 2017, mais perd contre le conservateur Bill Grant sur une oscillation de 17,5%, Grant gagnant la circonscription avec une majorité de 2 774 voix.
Le 27 mars 2021, Wilson annonce qu'il quitte le SNP pour se présenter comme candidate de la liste du parti Alba aux élections législatives écossaises de 2021. 